# Nasturtium floridanum
Nasturtium floridanum är en korsblommig växtart som först beskrevs av Al-shehbaz och Reed Clark Rollins, och fick sitt nu gällande namn av Al-shehbaz och Robert A. Price. Nasturtium floridanum ingår i släktet källfränen, och familjen korsblommiga växter. Inga underarter finns listade i Catalogue of Life.